# Balthazar Nebot
Balthazar Nebot o semplicemente Balthazar (... – dopo il 1765) è stato un pittore attivo in Inghilterra tra il 1729 e il 1765.

## Biografia

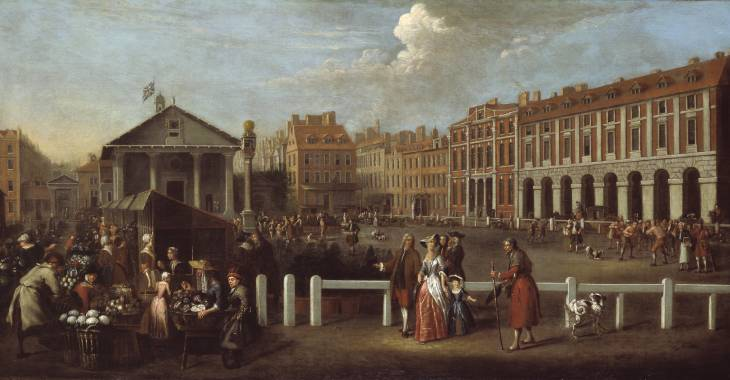
Mercato di Covent Garden e St Paul's di Balthazar Nebot, 1737

Nebot viene registrato per la prima volta a Londra nel 1729–1730. Si presume generalmente che fosse di origine o discendenza spagnola, ma i dettagli della sua vita sono oscuri. Si sposò a Londra nel 1729 o 1730 e ci sono vari documenti di membri della sua famiglia nei registri di St Paul's, Covent Garden. Includono le sepolture di cinque dei suoi figli tra il 1731 e il 1739 e di sua moglie Mary nel 1742.

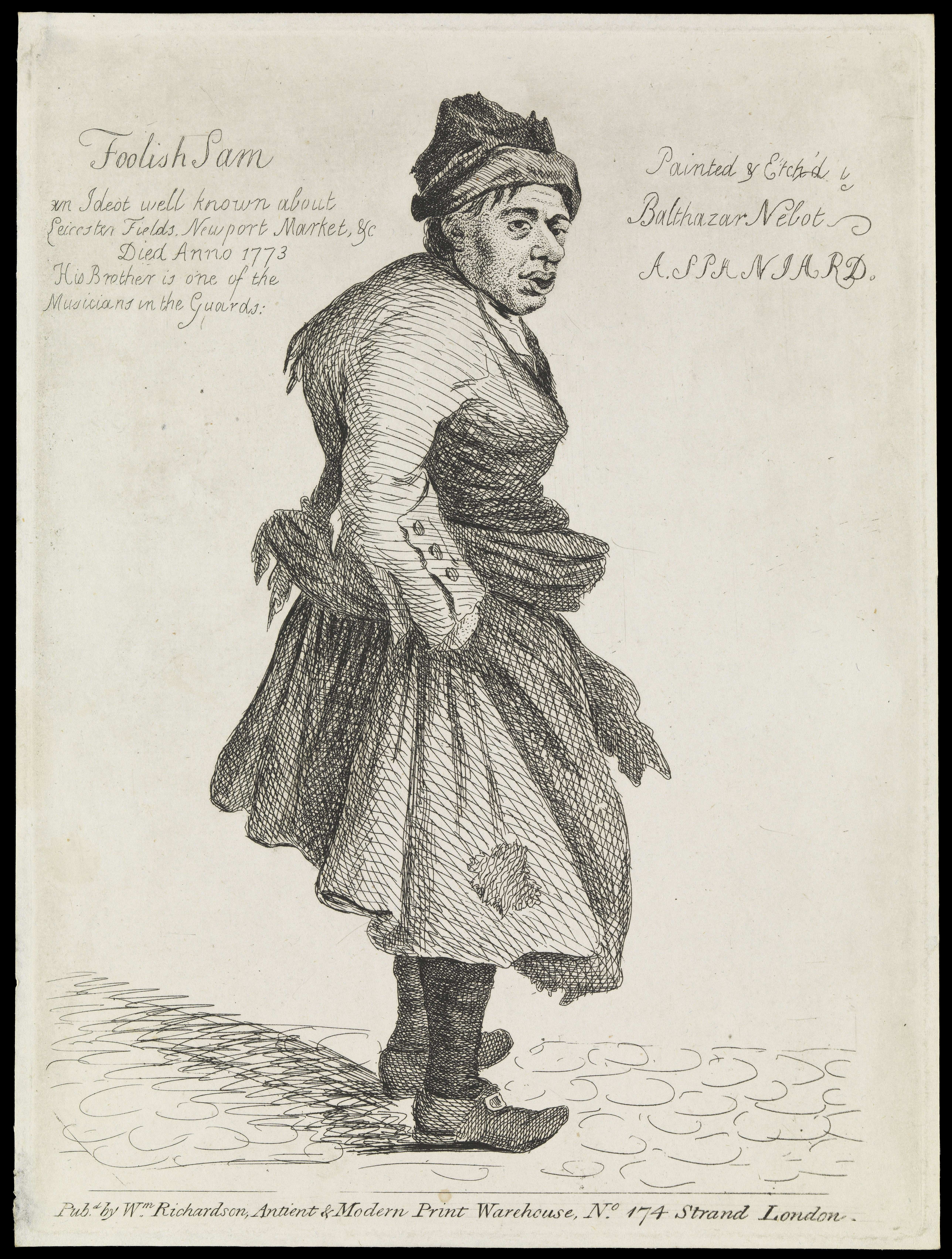
Stampa dell'acquaforte di Foolish Sam di Balthazar Nebot

Fu pittore di scene urbane e paesaggi topografici, i cui dipinti di mercati sono considerati vicini nello stile a quelli del pittore olandese Peter Angelis che aveva lavorato anche a Covent Garden. Dipinse diverse versioni di un quadro della Piazza del Covent Garden, vista da sud-est: una versione, nella collezione della Tate Gallery, è datata 1737. In essi ha incluso scene di genere con personaggi locali familiari dell'epoca. Ellis Waterhouse ha scritto che le figure di Nebot "devono qualcosa a Hogarth, ma sono del tutto prive di sfumature satiriche". Nebot realizzò anche un'incisione di "Foolish Sam", un uomo mentalmente handicappato ben noto a Leicester Fields.
Negli anni '30 del Settecento dipinse una serie di otto scene che registravano i nuovi giardini formali di Hartwell House, nel Buckinghamshire, per Sir Thomas Lee (1687–1749). Un unico esemplare di una tenuta di campagna e di un giardino dell'epoca, include rappresentazioni dettagliate della famiglia Lee, dei loro ospiti e dipendenti. Ora è nella collezione del Buckinghamshire County Museum.
Nel 1741 dipinse un ritratto di Thomas Coram, il fondatore del Foundling Hospital, che viene mostrato mentre incontra un bambino abbandonato in un cestino sul ciglio della strada, con l'ospedale sullo sfondo. Incisioni successive furono realizzate nel 1751 e nel 1817.
Realizzò alcuni disegni anatomici; l'Università di Glasgow possiede alcuni schizzi e disegni del bacino femminile, come sezionato da Robert Nesbitt nel 1746. Due dei disegni furono incisi da G. Van de Gucht, e tutti furono poi acquisiti dal chirurgo William Hunter. Nesbitt era uno dei governatori del Foundling Hospital ed è registrato come il proprietario del ritratto di Thomas Coram di Nebot sull'incisione del 1751.
Dipinse quattordici vedute del Parco reale di Studley e dell'Abbazia di Fountains nello Yorkshire, una delle quali è datata 1762.